# Siegfried Käsebier
Siegfried Käsebier (* 21. Februar 1931 in Dessau) ist ein ehemaliger deutscher Basketballtrainer, -funktionär und -schiedsrichter.

## Leben
Käsebier absolvierte ein Lehramtsstudium an der Martin-Luther-Universität Halle-Wittenberg und betrieb dort nach den Sportarten Boxen und Volleyball schließlich auch Basketball. Er betreute bereits kurz nach der Gründung der Sektion Basketball, zu deren ersten Mitgliedern er zählte, im Jahr 1952 Jugendmannschaften bei der HSG Wissenschaft Halle als Trainer. 1956 gewann die A-Jugend der HSG Wissenschaft Halle unter Käsebier als Trainer die DDR-Meisterschaft. Ab 1957 hatte er das Traineramt bei der Armeesportgemeinschaft (ASG) Vorwärts Halle (später Armeesportklub der Nationalen Volksarmee Halle) inne, die er 1959 zur DDR-Vizemeisterschaft, 1960 sowie 1961 auf den dritten Platz und 1962 zum Gewinn des Meistertitels führte.
Des Weiteren betreute er ab 1958 gemeinsam mit Kurt Lauterbach als Trainer die DDR-Nationalmannschaft. Beim vorolympischen Turnier 1960 bildete er mit Leo Hübner das Trainergespann der Nationalmannschaft. 1963 war er mit Lauterbach Trainer der DDR-Auswahl, die Sechster bei der Europameisterschaft in Polen wurde. 1978 wurde Käsebier die Auszeichnung „Meister des Sports“ verliehen. Er war 1959/60 ebenfalls Trainer der Junioren-Nationalmannschaft der DDR.
Neben seiner Tätigkeit als Trainer ließ sich Käsebier zum Schiedsrichter ausbilden und leitete im Juni 1964 sein erstes von 365 internationalen Basketballspielen. Er war unter anderem beim Ausscheidungsturnier für die Olympischen Sommerspiele 1972 sowie bei den Damen-Europameisterschaften 1970 und 1978 und bei Europapokalspielen als Unparteiischer im Einsatz, Insgesamt kam er während seiner Schiedsrichterlaufbahn auf mehr als 1100 geleitete Spiele. Auf internationaler Ebene war er bis 1980 als Schiedsrichter aktiv, anschließend wurde er vom Weltverband FIBA als Technischer Kommissar und Schiedsrichterbeobachter eingesetzt. Mit Wolfgang Ockert und Oliver Krause entdeckte und förderte Käsebier zwei Schiedsrichter, die später ebenfalls in internationalen Spiele eingesetzt wurden.
Nach dem Ende der DDR brachte er sich von 1990 bis 1996 als Schiedsrichterwart in die Arbeit des Basketball-Verbandes Sachsen-Anhalt ein. Beruflich war Käsebier ab 1963 in Halle als Sport- und Chemielehrer an der Erweiterten Oberschule Thomas Müntzer (ab 1990 Thomas-Müntzer-Gymnasium) tätig, 1996 schied er aus dem Schuldienst.
Er wurde 1996 vom Stadtsportbund Halle und 2006 vom USV Halle jeweils mit der Ehrennadel in Gold ausgezeichnet. Beim USV wurde er zum Ehrenmitglied ernannt.